# Spider-Man and the X-Men: Arcade's Revenge
Spider-Man and the X-Men: Arcade's Revenge est un jeu vidéo de plates-formes sorti en 1993 sur Super Nintendo. Le jeu a été développé par Software Creations et édité par Acclaim (sous label LJN). Il a ensuite été porté sur Game Boy, Game Gear et Mega Drive sous le label Flying Edge. Le jeu est basé sur l'univers des comics Spider-Man et X-Men, œuvres de Marvel.

## Système de jeu
Le jeu débute avec Spider-Man, où le joueur doit récupérer un ensemble de balises pour terminer le niveau. Une fois le stage complété, l'écran affiche les personnages jouables, avec des informations sur l'identité et les pouvoirs de chaque super-héros. En plus de Spider-man, quatre autres personnages issus de l'univers des X-Men sont présents : Cyclope, Gambit, Tornade et Wolverine.